# Dalle tenebre alla luce
Dalle tenebre alla luce è il quinto album in studio del cantautore italiano Simone Cristicchi, pubblicato il 14 giugno 2024.
L'album è stato ripubblicato il 14 febbraio 2025 con l'inclusione di Quando sarai piccola, in gara al Festival di Sanremo 2025.

## Descrizione
In un concerto tenuto nella Concattedrale di San Siro il 13 febbraio 2025, giorno precedente alla ripubblicazione dell'album, Cristicchi ha dichiarato che esso «è la lettera che scrivo a Dio, o a questa entità che tutto sovrintende»,  raccontando il suo cammino e la sua riflessione interiori. 
In tale occasione, ha cantato il Salmo 50 in aramaico, sulle note de L'ombra della luce di Battiato.

## Tracce
1. Il clandestino (feat. Maurizio Filardo) – 3:28
2. Cerco una parola – 3:00
3. Cade – 3:23
4. Le poche cose che contano (feat. Amara) – 3:11
5. Un altro noi – 2:57
6. Credo (feat. Francesco Musacco) – 2:35
7. Sette miliardi di felicità – 3:33
8. I tuoi occhi – 3:04
9. Tornasole – 2:41
10. Accade – 4:43
11. Dalle tenebre alla luce – 3:33

Traccia esclusiva della ristampa del 2025
1. Quando sarai piccola – 3:07